# Nils Johansson (jégkorongozó, 1904)
Nils Åke Torsten „Björnungen” Johansson (Svédország, Stockholm, 1904. október 3. – Svédország, Stockholm, 1936. december 8.) olimpiai és világbajnoki ezüstérmes, Európa-bajnok, országos bajnok svéd jégkorongozó kapus.
Az 1928. évi téli olimpiai játékokon játszott a jégkorongtornán és ezüstérmes lett a svéd csapattal. A B csoportba kerültek, ahol először a csehszlovákokat verték 3–0-ra, majd a lengyelekkel játszottak 2–2-es döntetlent. A csoportból első helyen tovább jutottak a négyesdöntőbe. Itt az első mérkőzésen 11–0-as vereséget szenvedtek a kanadaiaktól, Svájcot megverték 4–0-ra, végül a briteket 3–0-re. Az olimpia egyszerre volt világ- és Európa-bajnokság is. Így világbajnoki ezüstérmes és Európa-bajnok lett.
Klubcsapata a Djurgårdens IF volt. 1921 és 1930 között volt kerettag és 1926-ban svéd bajnoki címet nyert.
Testvére, Märta Johansson szintén olimpikon. Signe Johansson és Nils Engdahl is rokonai voltak és ők is részt vettek olimpián.